# 想い出のかけら
『想い出のかけら』（おもいでのかけら）は、1976年7月25日にリリースされた中村雅俊の初のベスト・アルバム。

## 解説
デビュー曲「ふれあい」（1974年）～「盆帰り」（1976年）までのシングルAB曲の10曲に、新曲「あなたを愛する私」、新録「あゝ青春」の12曲が収録されている。

## 収録曲

### SIDE 1
1. 盆帰り（4分45秒）
  - 作詞・作曲:小椋佳／編曲:安田裕美
2. いつか街で会ったなら（2分53秒）
  - 作詞:喜多條忠／作曲:吉田拓郎／編曲:チト河内
  - NTV系「俺たちの勲章」挿入歌
3. 風のない日（2分53秒）
  - 作詞・作曲:小椋佳／編曲:安田裕美
4. ただお前がいい（3分27秒）
  - 作詞・作曲:小椋佳／編曲:チト河内
  - NTV系「俺たちの旅」エンディング曲
5. ふれあい（3分26秒）
  - 作詞:山川啓介／作曲:いずみたく／編曲:大柿隆
  - 日本テレビ系ドラマ『われら青春!』の挿入歌
6. あゝ青春（4分06秒）
  - 作詞:松本隆／作曲:吉田拓郎／編曲:チト河内
  - NTV系「俺たちの勲章」テーマ曲を、トランザムが歌詞付きでレコード化したもの（歌唱：トメ北川）のカバー。

### SIDE 2
1. 俺たちの旅（4分07秒）
  - 作詞:山川啓介／作曲:筒美京平／編曲:大村雅朗
  - NTV系「俺たちの旅」主題歌
2. 白い寫眞館（3分44秒）
  - 作詞・作曲:呉田軽穂／編曲:松任谷正隆
  - 日本テレビ系ドラマ『つくし誰の子』の挿入歌
3. さすらいの時代（3分32秒）
  - 作詞:山川啓介／作曲:吉田拓郎／編曲:チト河内
4. 夜行列車（3分40秒）
  - 作詞:喜多條忠／作曲:平戸勉／編曲:西村誠
5. あなたを愛する私（2分37秒）
  - 作詞:中村雅俊／作曲:瀬尾一三／編曲:ラストショウ
6. 青春貴族（3分06秒）
  - 作詞:山川啓介／作曲:いずみたく／編曲:大柿隆

## 発売履歴
| 発売日        | 規格 | 規格品番 | 備考 |
| ------------- | ---- | -------- | ---- |
| 1976年7月25日 | LP   | PP-7010  |      |
| 1989年6月21日 | CD   | CA-3496  |      |